# Cyclogastrella flavius
Cyclogastrella flavius är en stekelart som först beskrevs av Walker 1839.  Cyclogastrella flavius ingår i släktet Cyclogastrella och familjen puppglanssteklar. Arten är reproducerande i Sverige. Inga underarter finns listade i Catalogue of Life.